# Politička kultura
Politička kultura je politološki, sociološki, i povijesni stručni izraz. Označava ukupne političke stavove pojedinih članova društva jedne zemlje. Stavovi se smatraju kao izraz sustava vrijednosti koje se odnose prvenstveno na sustav državne vlasti.
Od političke kulture društva ovisi i stupanj i način sudjelovanja građana u politici, jer politička kultura utječe na odnose između vlasti i pučanstva.
"Politička kultura može se definirati i kao "orijentacija građana jedne nacije prema politici,  percepciji političkog legitimiteta, i tradicije političke prakse".
Politička kultura države ili dijela stanovništva može imati različite oblike. Ako primjerice velika većina stanovnistva želi demokratski politički poredak, onda se politička kultura društva naziva "demokratskom", pri čemu je nekoliko oblika demokratske političke kulture moguće. 
Ako se politička kultura i političkog poredak države razlikuju značajno i dugotrajno, mogu nastati ozbiljni problemi vezano uz legitimnost države i time dovesti do njezine destabilizacije.

## Povijest izraza
Koncepcija političke kulture dolazi iz Sjedinjenih Američkih Država gdje ima neutralnu percepciju.
Gabriel Almond i Sidney Verba prvi put su uveli koncepciju "političke kulture" u politologiju. 
Tijekom 1950-ih godina pokušali su riješiti pitanje, zašto su se neke mlade demokracije raspale uoči Drugoga svjetskog rata, dok su u drugim zemljama s istim političkim sustavom i privrednim faktorima uspostavili dugoročan demokratski društveno-ekonomski razvoj.

## Vanjske poveznice
- dw-world